# 損
| ウィキペディアには「損」という見出しの百科事典記事はありません（タイトルに「損」を含むページの一覧/「損」で始まるページの一覧）。 代わりにウィクショナリーのページ「損」が役に立つかもしれません。 |